# Chris Witty
Chris Witty (* 23. Juni 1975 in West Allis, Wisconsin) ist eine ehemalige amerikanische Eisschnellläuferin und Radsportlerin. 

## Eisschnelllauf
Bei den Olympischen Winterspielen 1998 gewann sie über 1000 Meter die Silbermedaille und über 1500 Meter die Bronzemedaille. Bei den Olympischen Spielen 2002 gewann sie das 1000-Meter-Rennen.

### Bestzeiten
- 0500 m:   38,36 s
- 1000 m: 1:13,83 min (Weltrekord)
- 1500 m: 1:55,71 min
- 3000 m: 4:22,57 min
- 5000 m: 7:38,20 min

## Radsport
Chris Witty war auch als Radsportlerin aktiv. 1996 wurde sie US-amerikanischen Meisterin im 500-Meter-Zeitfahren auf der Bahn. Im Jahre 2000 startete sie bei den Olympischen Sommerspielen in Sydney und belegte im Zeitfahren Platz fünf. Eine angestrebte Qualifikation für die Spiele 2004 in Athen gelang ihr indes nicht.

## Sonstiges
Bei der Eröffnungsfeier der Olympischen Winterspiele 2006 in Turin war sie für die Vereinigten Staaten die Fahnenträgerin. Mit ihrer niederländischen Lebenspartnerin, der Eisschnellläuferin Frouke Oonk, wohnt sie in den Niederlanden.